# Jakob Hillier
Jakob Hillier (* 21. Dezember 1848 in Lowrin, Kaisertum Österreich; † 22. November 1918 in Újszentanna, Königreich Ungarn) war ein rumäniendeutscher Kirchenmusiker und Lehrer.

## Leben
Nach dem Besuch der Lehrerbildungsanstalt in Szeged 1865–68 kam Hillier als Leiter des Kirchenchores und des Gesangsvereines und Lehrer nach Neusanktanna. 1894 gründete er die Bürgerschule Polgari Iskola, eine bis 1899 ungarischsprachige höhere Lehranstalt. Nach seiner Pensionierung 1899 blieb er als Kantor aktiv. 
Einige seiner Kompositionen erschienen im Kölner Tonger-Verlag; erhalten sind jedoch offenbar nur noch ein Ave Maria für zwei Singstimmen und Orgel sowie ein Lied ohne Worte (Gedenkblättchen) für Klavier, das bei Engelmann und Mühlberg in Leipzig gedruckt wurde.